# Timo de Wettin
Timo I, conde de Wettin (1015 - 9 de março de 1090/1091 ou 1100), um membro da dinastia Wettin, foi um conde de Wettin e Brehna.

## Biografia
Era o filho mais novo do marquês Teodorico II de Baixa Lusácia e de sua esposa Matilde, uma filha do marquês Ecardo I de Meissen. Quando seu pai foi assassinado em 1034, Timo o sucedeu nos territórios de Wettin e Brehna. Também serviu como Vogt (oficial) da diocese de Naumburgo e do monastério da família Wettin em Gerbstedt.
Na rebelião saxã de 1073-75, combateu ao rei Henrique IV e também seu irmão o bispo Federico de Münster. Mais tarde ele enfrentou novamente o rei, e em 1088 participou da assembléia Hoftag em Quedlinburg, onde o marquês brunonida Egberto II de Meissen foi deposto.
Desconhece-se o exato ano da morte de Timo; seu filho Conrado nasceu em aproximadamente 1098, portanto, Timo não poderia ter morrido antes desta data. Alguns pesquisadores assumem que Timo, na verdade, era o avô de Conrado, e que o pai de Conrado era um filho desconhecido dele com o mesmo nome, fazendo co que o possível ano de sua morte fosse em 1090/91, como se diz numa crônica. No entanto, já que Timo II não aparece em nenhum outro lugar, isso é considerado improvável.
Está enterrado no monastério de Niemeg que ele mesmo havia fundado.

## Casamento e descendência
Timo casou-se com Ida, filha do conde Otão de Nordheim. Tiveram três filhos:
1. Dedo IV (m. 16 de dezembro de 1124), conde de Wettin, casou-se com Berta, filha do marquês Wiprecht de Groitzsch, sem herdeiros masculinos
2. Conrado de Meissen (h. 1097-1157)
3. Matilde, casada com o conde Gerón I de Seeburg em 1115, e em segundo lugar com o conde Luis de Wippra em 1123[1][2][3]